# Istraživanje Antarktike
- 1739. - Francuz P. Bouvet otkriva na rubu Antarktike otok, koji je poslije po njemu dobio ime Bouvet.

- 1772. - Francuz Y. de Kerguelen-Trémarec otkriva otok Kerguelen.

- 1772. : 1775. - J. Cook na drugom putovanju oko svijeta dva puta prelazi preko polarnog kruga i otkriva otok Južnu Georgiju i otočnu skupinu Južni Sandwich.

- 1819. - W. Smith otkriva otočnu skupinu Južni Shetland.

- 1819. : 1821. - Antarktičko kopno prvi su ugledali F. Bellingsgauzen i M. Lazarev; otkrili su otoke Petar I i Aleksandar I.

- 1821. - G. Powel otkriva otočnu skupinu Južni Orkney.

- 1823. - James Weddell otkriva more, koje po njemu dobiva ime Weddellovo more.

- 1832. - J. Biscoe otkriva Grahamovu Zemlju.

- 1840. - Dumont d'Urville otkriva Adelijinu zemlju.

- 1841. - J. Ross otkriva more, koje po njemu dobiva ime Rossovo more, Viktorijinu Zemlju i Rossov otok s vulkanima Mount Erebus i Mount Terror.

- 1895. - Prvi su stupili na antarktičko kopno Christensen i Borchgrevink.

- 1897. : 1899. - Belgijska ekspedicija "Belgica" prva je provela zimu na ledu Grahamove Zemlje.

- 1899. - C.E. Borchgrevink prvi je proveo zimu na antarktičkom kopnu.

- 1901. : 1905. - Rubne dijelove Antarktike istražuju ove ekspedicije: njemačka ekspedicija "Gauss" pod vodstvom E. Drygalskog, engleska ekspedicija "Discovery" pod vodstvom R.F. Scotta, švedska ekspedicija pod vodstvom O. Nordenskjölda, škotska ekspedicija "Scotia" pod vodstvom W.Th Brucea i francuska ekspedicija pod vodstvom J. Charcota.

- 1909. - T. Davis i D. Mawson dopiru do južnog magnetskog pola Zemlje.

- 1911. : 1912. - R. Amundsen 14. prosinca 1911. dolazi do Južnog pola Zemlje, a 18. siječnja 1912. i R.F. Scott.

- 1928. : 1929. - H. Wilkins pokušava preletjeti Antarktiku zrakoplovom.

- 1928. : 1947. – 4 antarktičke ekspedicije R. Bynda; 1929. prvi let zrakoplovom od zimovališta Little America na Rossovoj barijeri do Južnog pola i natrag.

- 1935. - L. Ellsworth leti preko zapadne Antarktike od Weddellova do Rostova mora.

- 1955. - Podizanje specijalnih stanica za istraživanje Antarktike u okviru Međunarodne geofizičke godine (1957. – 1958.). Na zapadnoj obali glavna istraživačka baza Little America, a na istočnoj sovjetska stanica Mirni.

- 1957. - Sovjetska ekspedicija dopire do magnetskog pola Zemlje i podiže stanicu Vostok.

- 1958. - Novozelandska ekspedicija pod vodstvom E. Hillarya dolazi 3. I iz Rossova mora do južnog geografskog pola. Nešto kasnije, 20. I dolazi do pola britanska ekspedicija iz Weddellova mora. Ruska ekspedicija podiže u blizini pola stanicu Sovjetska.

- 1959. - Sovjetska ekspedicija dolazi do Južnog pola iz stanice Mirni preko stanica Komsomolska i Vostok.

- 2018. - Davor Rostuhar postao je prvi Hrvat koji je pješke s obala Antarktike došao do Južnog pola. Južni pol je osvojio u srijedu 17. siječnja 2018. godine 19:00 sati po hrvatskom vremenu.